# Мёрфи, Уолтер (композитор)
Уолтер Энтони Мёрфи-младший (англ. Walter Anthony Murphy Jr.; род. 19 декабря 1952) — американский композитор, клавишник, аранжировщик, пианист, автор песен и музыкальный продюсер.
За свою более чем пятидесятилетнюю карьеру Мёрфи написал музыку для множества фильмов и телешоу, включая «Вечернее шоу Джонни Карсона», «Дикие пчёлы», «Стингрей», «Умник», «Комиссар полиции», «Профит», «Баффи — истребительница вампиров», «Looney Tunes» и «Как Мюррей спас Рождество». Он долгое время сотрудничает с Сетом МакФарлейном, сочиняя музыку для его фильмов и телешоу, таких как «Гриффины», «Шоу Кливленда», «Американский папаша!», «Третий лишний» и «Третий лишний 2».

## Ранние годы
Уолтер Мёрфи родился в Нью-Йорке, и вырос в Манхэттене. В четыре года он посещал уроки музыки, которые проводила Роза Рио, изучая множество инструментов, включая орган и пианино. Рио часто выбирала для него главную роль в телевизионной рекламе органа Хаммонда. В старшей школе Мёрфи сочинял для своей группы и оркестра.
Вопреки воле своего отца, который был агентом по недвижимости и хотел передать бизнес своему сыну, Мёрфи в 1970 году поступил в Манхэттенскую музыкальную школу по специальности композиция. Вспоминая свой опыт общения с отцом, Мёрфи заявил: «Он хотел, чтобы я был врачом или юристом — или кем-то, на что можно положиться». Там Мёрфи изучал джаз и классическое пианино у Николаса Флагелло и Людмилы Улехлы. Его аспирантура в Манхэттенской школе привела к написанию композиции «Chorale and Allegro for Orchestra» (с англ. — «Хорал и аллегро для оркестра»), которую исполняли оркестры по всей территории Соединённых Штатов.

## Карьера

### 1999-настоящее время: Сотрудничество с Сетом МакФарлейном
С 1999 года Мёрфи был одним из двух главных композиторов мультсериала «Гриффины», другим был Рон Джонс до 12-го сезона в 2014 году. Он описал свои партитуры для «Гриффинов» как «комбинацию [свинга биг-бэнда и живого оркестра]». Песня «You’ve Got a Lot to See», написанная для эпизода «Brian Wallows and Peter’s Swallows», получила премию «Эмми» за лучшую музыку и слова в 2002 году. В 2005 году Мёрфи написал музыку для альбома Family Guy: Live in Vegas.
С 2005 года Мёрфи является одним из композиторов для второго мультсериала МакФарлейна «Американский папаша!», двумя другими являются Джоэл МакНили и Рон Джонс, а также сочинил заглавную песню к мультсериалу «Good Morning USA».
С 2009 по 2013 год Мёрфи сочинял музыку для недолгого и третьего мультсериала МакФарлейна «Шоу Кливленда», включая главную вступительную тему.
В 2012 году Мёрфи стал композитором фильма МакФарлейна «Третий лишний» и получил номинацию на премию «Оскар» за лучшую оригинальную песню за песню «Everybody Needs a Best Friend» вместе с МакФарлейном.

## Личная жизнь
В 1972 году Мёрфи женился на Лори Робертсон, которая работала в индустрии пластмассы; двое первоначально проживали в двухкомнатной квартире в Йонкерсе. В результате гонорара за успех «A Fifth of Beethoven» в 1976 году они двое смогли переехать из своей квартиры в арендованный дом на ранчо в том же районе Уэстчестера.
Мёрфи и его нынешняя жена Клаудия проживают в Студио-Сити, Лос-Анджелес, Калифорния.

## Награды и номинации
| Год  | Премия                                                                | Номинированная работа                                                 | Результат |
| ---- | --------------------------------------------------------------------- | --------------------------------------------------------------------- | --------- |
| 1978 | Премия «Грэмми» за альбом года                                        | Лихорадка субботнего вечера                                           | Победа    |
| 1999 | Премия «Энни» за лучшую музыку в анимационном телесериале             | Гриффины                                                              | Номинация |
| 2000 | Премия «Энни» за лучшую музыку в анимационном телесериале             | Гриффины за «Dammit Janet!»                                           | Номинация |
| 2002 | Прайм-таймовая премия «Эмми» за лучшую музыку и слова                 | Гриффины за «You’ve Got a Lot to See»                                 | Победа    |
| 2006 | Премия «Грэмми» за лучший комедийный альбом                           | Family Guy: Live in Vegas                                             | Номинация |
| 2007 | Прайм-таймовая премия «Эмми» за лучшую оригинальную музыку и слова    | Гриффины за «My Drunken Irish Dad»                                    | Номинация |
| 2010 | Прайм-таймовая премия «Эмми» за лучшую оригинальную музыку и слова    | Гриффины за «Down Syndrome Girl»                                      | Номинация |
| 2011 | Премия «Эмми» за лучшую музыкальную композицию для телесериала        | Гриффины за «And Then There Were Fewer»                               | Номинация |
| 2012 | Премия ASCAP за самые исполнительные темы и музыкальное сопровождение | Премия ASCAP за самые исполнительные темы и музыкальное сопровождение | Победа    |
| 2013 | Премия ASCAP за лучшие кассовые фильмы                                | Третий лишний                                                         | Победа    |
| 2013 | Премия ASCAP за лучший телесериал                                     | Шоу Кливленда                                                         | Победа    |
| 2013 | Премия ASCAP за лучший телесериал                                     | Американский папаша!                                                  | Победа    |
| 2013 | Премия ASCAP за лучший телесериал                                     | Гриффины                                                              | Победа    |
| 2013 | ASCAP Award for Most Performed Themes and Underscore                  | ASCAP Award for Most Performed Themes and Underscore                  | Победа    |
| 2013 | Премия «Оскар» за лучшую оригинальную песню                           | Третий лишний за «Everybody Needs a Best Friend»                      | Номинация |